# Tetiana Pozdniakova
Tetiana Pozdniakova (Unión Soviética, 4 de marzo de 1955) es una atleta soviética retirada especializada en la prueba de 3000 m, en la que consiguió ser subcampeona europea en pista cubierta en 1984.
Actualmente es conocida por sus hazañas en el maratón para mayores de 45 años. Ella es la actual W45 Masters Athletics World Records en el maratón.

## Carrera deportiva
En el Campeonato Europeo de Atletismo en Pista Cubierta de 1984 ganó la medalla de plata en los 3000 metros, con un tiempo de 9:15.04 segundos, tras la alemana Brigitte Kraus  y por delante de la checoslovaca Ivana Kleinová.